# Vệ Tử Phu
Hiếu Vũ Vệ Hoàng hậu (chữ Hán: 孝武衛皇后; ? - 91 TCN), còn gọi là Vệ Tư hậu (衛思后) hoặc Vệ Tử Phu (衛子夫), là Hoàng hậu thứ hai của Hán Vũ Đế Lưu Triệt - vị Hoàng đế thứ 7 nhà Tây Hán.
Vệ Tử Phu nổi tiếng từ một người hàn vi trở thành Hoàng hậu, rất được Hán Vũ Đế sủng ái và sinh nhiều con cho ông. Bà là mẹ của Lệ Thái tử Lưu Cứ, chị cùng mẹ của Đại tướng quân Vệ Thanh, dì của danh tướng Hoắc Khứ Bệnh và tằng tổ mẫu của Hán Tuyên Đế Lưu Tuân. Xuất thân hàn vi, nhưng từ khi trở thành Hoàng hậu, cả gia tộc họ Vệ nhận được vô vàn vinh sủng, đạt tới đỉnh cao quyền lực và vinh hoa phú quý. Cuối cùng phải chịu kết thúc bi thảm trong vụ án Vu cổ trứ danh cuối đời Hán Vũ Đế, làm chấn động cả một triều đại và giết chết con trai bà.
Ngoài ra, Vệ Tử Phu cũng là Hoàng hậu tại vị với thời gian dài nhất lịch sử nhà Hán là 38 năm, đồng thời dài thứ nhì lịch sử Trung Quốc, chỉ sau 42 năm tại vị của Hiếu Đoan Hiển hoàng hậu thời Minh Thần Tông. Bà cũng là Hoàng hậu đầu tiên trong lịch sử có thụy hiệu riêng, mở đầu cho việc Hoàng hậu sở hữu thụy hiệu không còn phụ thuộc hoàn toàn vào thụy hiệu của chồng.

## Thân thế
Vệ Tư hậu là người quận Bình Dương (平阳郡; nay là Lâm Phần, tỉnh Sơn Tây). Sử sách không ghi rõ tên thật, chỉ biết Vệ thị có biểu tự Tử Phu (子夫), nên người đời mặc định tên bà là Vệ Tử Phu (衛子夫). Tuy nhiên biểu tự vốn là một dạng hiệu, không phải tên thật.
Khác với nhiều Hoàng hậu thời Tây Hán, Vệ Tử Phu xuất thân hàn vi, gia môn vô cùng phức tạp. Mẹ của bà là Vệ Ẩu (衛媼), nguyên là từ "Ẩu" ý chỉ là "đàn bà", cũng là hiệu sau khi bà về già, có gia hiệu Vệ thị, do đó mới gọi như vậy. Vệ Ẩu nguyên là gia đồng, có thuyết là thiếp thất của Bình Dương hầu Tào Thọ (曹時), chú dượng của Hán Vũ Đế. Sau đó, Vệ Ẩu sinh được 6 người con, 3 trai 3 gái đều lấy họ mẹ. Trong đó, 4 con trai là Vệ Trường Quân (衛長君), Vệ Thanh, Vệ Bộ (衛步), Vệ Quảng (衛廣); ba con gái là Vệ Quân Nhụ (衛君孺), Vệ Thiếu Nhi (衛少兒) và Vệ Tử Phu. Trong gia đình, Vệ Tử Phu là em gái của Vệ Trường Quân, Vệ Quân Nhụ, Vệ Thiếu Nhi, và là chị của Vệ Thanh, Vệ Bộ cùng Vệ Quảng. Về sau, Tào Thọ thành thân với Dương Tín công chúa, chị của Vũ Đế. Vệ Tử Phu từ nhỏ được học ca múa tại phủ Bình Dương, gọi là [Âu giả; 謳者].
Tương truyền, Vệ Tử Phu có mái tóc đen, dài và đẹp. Bất luận thơ phú từ xưa, hay văn học hiện đại, Vệ Tử Phu đều được mô tả vẻ đẹp gắn liền với mái tóc, điều này sớm nhất thấy trong Tây kinh phú (西京赋) của văn học gia, thiên văn học gia Trương Hành, trong đó có nói:"Vệ hậu hưng vu tấn phát, Phi Yến sủng vu thể khinh". Mặt khác, ở tiểu thuyết Hán Võ cố sự, có một đoạn về Vệ Tử Phu như sau:"Thượng kiến kỳ mỹ phát, duyệt chi, hoan nhạc" (Nguyên văn: 上見其美鬓，悅之，歡樂). Sang thời nhà Tống, sách Thái bình ngự lãm (太平御览) có viết về sự tích:"Vệ hoàng hậu tự Tử Phu... Thượng kiến kỳ phát tấn, duyệt chi, nhân lập vi Hậu".

## Nhập cung

### Được sủng hạnh
Hán Vũ Đế đăng cơ một thời gian, Trần Hoàng hậu mãi không sinh được con khiến Hoàng đế mệt mỏi chán ghét. Có thuyết cho rằng Hoàng hậu cậy mình là cháu ngoại của Đậu Thái hoàng thái hậu, lại có mẹ là Quán Đào công chúa, từng lập đại công phò trợ Hoàng đế nên tính nết ương ngạnh, không cho Vũ Đế gần gũi phi tần. Bên cạnh Vũ đế không có sủng phi, Bình Dương công chúa học theo cô mẫu Quán Đào từng hiến mỹ nữ cho cha là Hán Cảnh Đế, đích thân đào tạo mỹ nữ dâng tặng em trai, mong muốn sau này được hưởng lộc.
Năm Kiến Nguyên thứ 2 (139 TCN), tháng 3, tiết Thượng tỵ, Hán Vũ Đế đi tuần du Bá Thượng hiến tế tiên tổ nhà Hán, sau đó ghé sang phủ Bình Dương công chúa. Công chúa sai các mỹ nhân trong phủ ra nghênh tiếp, nhưng Vũ Đế không để mắt đến ai. Sau đó Công chúa bày yến, sai Vệ Tử Phu ca múa rót rượu. Tài nghệ và nhan sắc của nàng khiến Vũ Đế say mê không rời mắt. Vũ Đế giả vờ rời tiệc đi thay áo, Công chúa hiểu ý, bèn giục Vệ Tử Phu theo hầu, nàng được Vũ Đế sủng hạnh tại phòng thay đồ. Ngày hôm sau, Vũ Đế cao hứng ban thưởng Công chúa 1,000 cân vàng rồi mang Vệ Tử Phu về cung. Sau khi vào cung, Hoàng đế nhanh chóng quên đi Vệ Tử Phu, để mặc nàng vô sủng, sống chen chúc trong hậu cung hơn nghìn người mà chưa từng một lần triệu hạnh. Sang đến năm thứ 3 (138 TCN), Hán Vũ Đế sai viên hoạn quan chọn ra các cung nữ lớn tuổi để cho xuất cung. Vệ Tử Phu nghĩ mình không còn cơ hội hầu hạ Hoàng đế nên cũng xin viên hoạn quan cho tên vào danh sách rời cung. Trước khi cung nữ xuất cung, viên hoạn quan đưa họ đến cho Vũ Đế xem mặt lần cuối. Trông thấy Vũ Đế, Vệ Tử Phu bật khóc, xin ân chuẩn cho rời cung. Vũ Đế nhớ lại người đẹp mình từng gặp và sủng ái tại Bình Dương phủ, liền dắt tay nàng đưa về cung. Vệ Tử Phu phục sủng và nhanh chóng mang thai.
Quán Đào công chúa ỷ có công nên rất tự mãn. Nay Vệ thị đột nhiên đắc sủng, bà sợ đe dọa ngôi Hoàng hậu của con nên lập mưu trừ khử. Khi đó, Vũ Đế tuyển em trai Vệ Tử Phu là Vệ Thanh làm việc ở Kiến Chương điện, Quán Đào công chúa nhân cơ hội bắt nhốt Vệ Thanh vào ngục, chuẩn bị xử tử. May có người bạn là Công Tôn Ngao (公孙敖) và các tráng sĩ xông vào cứu, Vệ Thanh mới thoát chết. Vệ Tử Phu bất mãn việc làm của mẹ con Trần Hoàng hậu nên khóc lóc xin Vũ Đế cho Vệ Thanh một chức quan. Hán Vũ Đế chiều ý, liền triệu Vệ Thanh vào, thấy người cao lớn, giỏi võ nghệ nên cho làm Thị trung, anh cả Vệ Trường Quân của Vệ Tử Phu do đó cũng được triệu vào làm Thị trung, liên tiếp mấy ngày ban thưởng cho nhà họ Vệ số vàng lên đến hàng nghìn.
Nhiều năm gần gũi Hoàng đế, Vệ Tử Phu lần lượt sinh 3 công chúa là Vệ Trưởng công chúa, Thạch Ấp công chúa và Chư Ấp công chúa. Khi này hậu cung chưa có phi tần nào sinh con, nên Vệ Tử Phu được tấn phong Phu nhân (夫人), địa vị chỉ dưới Hoàng hậu. Trong thời gian này, sử sách liên tiếp ghi lại rằng ["Vệ thị đại hạnh"; 衛氏大幸] hay ["Hữu sủng"; 有宠] để mô tả sự chuyên sủng của Hán Vũ Đế đối với Vệ phu nhân. Do Vệ phu nhân hiển quý, người nhà liên tục nhận được mối hôn nhân tốt, chị cả Vệ Quân Nhụ gả cho Công Tôn Hạ, Công Tôn Hạ vì thế được tín nhiệm trong triều. Vệ Thiếu Nhi cùng Trần Chưởng có tư tình, Vũ Đế liền lập tức ban hôn. Công Tôn Ngao do thân cận với nhà họ Vệ nên càng được lợi, Vệ Thanh từ chức Thị trung được thăng làm Đại trung đại phu. Trần Hoàng hậu hận Hán Vũ Đế thiên vị, nhiều lần sai người hạ độc Vệ phu nhân, nhưng đều bị Vũ Đế phát hiện và ngăn cản. Từ đó Vũ Đế thôi thúc ý định phế hậu để lập Vệ phu nhân thay thế.

### Lên ngôi Hoàng hậu
Năm Nguyên Quang thứ 5 (130 TCN), có người tố giác Trần Hoàng hậu triệu một Vu nữ là Sở Phục (楚服) vào cung, dùng thuật Vu cổ mê hoặc Hoàng đế, đồng thời có quan hệ thân thiết bất chính (tin đồn là đồng tính luyến ái). Hán Vũ Đế nghe xong vô cùng tức giận, mệnh Ngự sử đại phu Trương Âu (张欧) phụ trách vụ án, cùng Hầu ngự sử Trương Trang (张汤) điều tra, phát hiện Trần Hoàng hậu đích thực cùng Sở Phục lập từ đường, yểm bùa chú và có hành vi bất chính. Tháng 7 (ÂL) năm đó, Trần Hoàng hậu bị khép tội đại nghịch bất đạo và bị phế truất.
Năm Nguyên Sóc nguyên niên (128 TCN), mùa xuân, Vệ phu nhân sinh hạ Hoàng trưởng tử Lưu Cứ, con trai đầu tiên của Hán Vũ Đế, điều này khiến ông rất vui mừng, sai Đông Phương Sóc làm "Hoàng thái tử sinh phú" (皇太子生赋) cùng "Lập Hoàng tử môi chúc" (立皇子禖祝). Vì cảm tạ trời xanh ban cho đệ nhất hoàng tử, Vũ Đế bèn xây dựng linh đường tôn thờ thần sinh nở Cú Mang (句芒) thời thượng cổ. Hoàng tử được đặt tên là Lưu Cứ. Khi đó, Trung đại phu Chủ Phụ Yển dâng tấu lấy lý do "mẹ quý nhờ con" mà xin lập Vệ phu nhân làm Kế hậu. Hán Vũ Đế chuẩn tấu, lấy ngày 1 tháng 3 (âm lịch) cùng năm đó sách lập Vệ phu nhân làm Hoàng hậu. Chiếu rằng:
| “                                   | 朕聽說天地不變，施化不成；陰陽不變，物不暢茂。《易》說：'因勢變通，人民的精神才會振作。'《詩》說： '通天地之變而不失道， 擇善而從。 ' 朕欣賞唐虞而樂觀殷周，願汲取歷史的經驗教訓以為借鑒。現在大赦天下， 與民更始。有的犯了罪畏罪逃亡及久欠官物而被起訴， 事出在孝景帝三年以前的，都免予處理。 ... Trẫm thính thuyết thiên địa bất biến, thi hóa bất thành; âm dương bất biến, vật bất sướng mậu. 《Dịch》 thuyết: 'nhân thế biến thông, nhân dân đích tinh thần tài hội chấn tác.'《Thi》 thuyết: 'thông thiên địa chi biến nhi bất thất đạo, trạch thiện nhi tòng.' Trẫm hân thưởng đường ngu nhi nhạc quan ân chu, nguyện cấp thủ lịch sử đích kinh nghiệm giáo huấn dĩ vi tá giám. Hiện tại đại xá thiên hạ, dữ dân canh thủy. Hữu đích phạm liễu tội úy tội đào vong cập cửu khiếm quan vật nhi bị khởi tố, sự xuất tại hiếu cảnh đế tam niên dĩ tiền đích, đô miễn dư xử lý. | ” |
| — Chiếu lập Vệ Tử Phu làm Hoàng hậu | |   |

Đương thời Vệ hoàng hậu nhận được vô vàn sủng ái của Hán Vũ Đế, và cũng từ đây đã thành lệ cho các thời đại sau rằng hễ tiến hành đại lễ lập Hoàng hậu thì sẽ miễn xá thiên hạ. Năm Nguyên Thú nguyên niên (122 TCN), Lưu Cứ được 7 tuổi, Hán Vũ Đế chính thức làm đại lễ tấn lập làm Hoàng thái tử.
Vệ Tử Phu làm Hoàng hậu, nhà họ ngoại nhờ thế nhận vinh sủng ngất trời. Ngoài Vệ Thanh, Vệ Trường Quân cũng được Hán Vũ Đế cất nhắc trọng dụng. Vệ Thanh sau đó trở thành danh tướng nhà Hán, 6 lần cầm quân đánh bại Hung Nô, về cơ bản làm tan rã toàn bộ thế lực của Hung Nô, bảo vệ biên giới phía Bắc Trung Quốc. Sau đó, Vệ Thanh được phong Đại tư mã Đại tướng quân (大司马大将军) tham gia chính sự, tước Trường Bình hầu (長平侯), thực ấp 6.000 hộ, cả ba người con của ông là là Vệ Kháng (衛伉) làm Nghi Xuân hầu (宜春侯), Vệ Bất Nghi (衛不疑) thụ phong Âm An hầu (陰安侯) và Vệ Đăng (衛登) phong Phát Càn hầu (髮榦侯), mỗi tước thực ấp 1.300 hộ. Người cháu của Vệ hậu là Hoắc Khứ Bệnh, nhiều lần cùng Vệ Thanh ra trận đánh Hung Nô lập được công lao, được phong chức Phiêu kỵ tướng quân và Quán quân hầu (冠軍侯).
Nhà họ Vệ lúc đó rất vinh hiển, có năm người được phong Liệt hầu, vì vậy đương thời có câu đồng dao:
| “ | Sinh nam vô hỉ, sinh nữ vô nộ, độc bất hiện Vệ Tử Phu bá thiên hạ！ 生男無喜，生女無怒，獨不見衛子夫霸天下！ Nghĩa là: Sinh trai chớ hí hửng, sinh gái chớ u sầu, chẳng thấy Vệ Tử Phu độc bá cả thiên hạ! | ” |

Khi ấy, Bình Dương công chúa góa chồng, muốn được tái giá. Có người khuyên công chúa chọn Vệ Thanh nhưng công chúa ngần ngại vì Vệ Thanh xuất thân là Thị vệ trong phủ, bèn hỏi ý kiến Vệ hoàng hậu. Vệ hậu rất vui mừng, muốn gia đình mình và hoàng tộc ngày càng thân thiết nên nói lại với Hán Vũ Đế, lập tức được tán thành, hạ chiếu cho Vệ Thanh kết duyên với công chúa.
Nhiều năm sau, Vệ hậu tuổi cao nhan sắc suy giảm, Hán Vũ Đế bắt đầu sủng ái các phi tần khác như Vương phu nhân, Lý phu nhân và Câu Dặc phu nhân. Dù vậy, bên ngoài Vệ Thanh cùng Hoắc Khứ Bệnh liên tiếp lập công nên Vệ Tử Phu vẫn có vinh hiển danh gia để dựa vào. Bên cạnh đó, mỗi khi tuần du bên ngoài, Hán Vũ Đế thường giao mọi việc của Thiếu phủ (少府) trong nội đình cho Vệ hậu quản lý, đến khi quay về thì Hoàng hậu chỉ cần đem những việc quan trọng bẩm báo. Hoàng đế chưa hề nghi kỵ những việc do Hoàng hậu xử lý, thậm chí cho phép ra chỉ không cần tấu lại. Có thể thấy vai trò của Vệ Hoàng hậu trong việc quản lý nội đình khá cao, cũng như tình cảm Đế-Hậu rất đỗi tốt đẹp.

## Cái chết

### Vu cổ họa khởi
Khi về già, Hán Vũ Đế tuổi cao, sa vào hưởng lạc, xây cất nhiều cung điện và tin vào chuyện mê tín. Giữa lúc đó, trong triều nảy sinh mâu thuẫn giữa Vũ Đế và Thái tử, cũng như việc ngoại thích Vệ thị quá mạnh đã khiến rất nhiều thế lực thù địch hợp sức tiêu diệt, đầu tiên phải kể đến dòng họ Công Tôn thị, hậu duệ của chị ruột Vệ Hoàng hậu.
Công Tôn Kính Thanh (公孙敬声), là con trai của Thừa tướng Công Tôn Hạ và chị ruột của Hoàng hậu là Vệ Quân Nhụ. Kính Thanh do ỷ mình là cháu gọi Hoàng hậu bằng dì, hành sự kiêu xa không tuân thủ pháp kỷ, lại vin vào chức quyền Thái bộc (太仆) có địa vị cao, lạm dùng quân lương đáng tiền hơn 1900 vạn tiền. Sự tình bại lộ, bị bắt hạ ngục. Lúc này, Hán Vũ Đế hạ chiếu bắt giữa người Dương Lăng là Chu An Thế (朱安世), chậm chạp không thể quy án, Công Tôn Hạ liền nhân đó xin Hoàng đế xá tội cho con trai, được y chuẩn. Tuy nhiên, về sau Chu An Thế đột nhiên bị bắt, hắn tố cáo Công Tôn Kính Thanh cùng Dương Thạch công chúa liên quan đến vụ án yểm bùa vu cổ trù Thiên tử. Sau khi Hoàng đế biết được, cực kì phẫn nộ, bèn sai diều tra trên dưới nhà Công Tôn Hạ.
Năm Chinh Hòa thứ 2 (92 TCN), mùa xuân, bắt giữ Thừa tướng Công Tôn Hạ, sau đó liệt kê toàn bộ tội danh tàn hại nước nhà, dung túng môn khách của nhà Công Tôn, cha con Công Tôn Hạ đều chết trong ngục. Lúc này, thế lực của Thái tử Lưu Cứ bị mất đi đáng kể trong triều đình, nhưng quan trọng hơn liên tiếp những thiên tai, đại nạn xảy ra ngay trong năm đó càng khiến những lời dị nghị không thể dập tắt. Tháng 4, mùa hè năm đó, Chư Ấp công chúa cùng Dương Thạch công chúa do liên lụy vụ án vu cổ mà đều bị xử tử. Con trai của Vệ Thanh là Vệ Kháng, cùng con trai của Vệ Trưởng công chúa là Tào Tông đều khép tội xử tử liên đới.
Giang Sung lúc này chủ trương trong vụ án Vu cổ, nên đắc tội với Thái tử, thấy Vũ Đế đã cao tuổi, sợ Thái tử lên ngôi thì khó toàn mạng, bèn bí mật tố cáo với Vũ Đế rằng có người mong Hoàng đế chết sớm, dùng thuật vu cổ để niệm chú nguyền rủa. Vũ Đế tin lời Giang Sung, bèn cho làm sứ giả, giao cho quyền xét xử các sai lầm của hoàng thân quốc thích. Vụ án này đã giết đến hơn vạn người.

### Cùng quẫn tự sát
Hán Vũ Đế tuổi già, càng thêm tin tưởng việc Vu cổ. Giang Sung nhân đó nói việc Vu cổ hoành hành trong cung đến nỗi Thiên tử mắc bệnh lâu mà không giảm. Do đó, Vũ Đế cho Giang Sung lục soát cung đình, điều tra sự việc Vu cổ trong cung, đến tận Tiêu Phòng điện của Vệ hoàng hậu, nhưng trước mắt vẫn chưa thu được gì.
Năm Chinh Hòa thứ 2 (92 TCN), tháng 7 (ÂL), Giang Sung đến rà soát Đông Cung, hắn thông đồng với Án Đạo hầu Hàn Thuyết (韩说), Ngự sử Chương Cống (章赣) cùng Hoàng môn Tô Văn (苏文) đã phát hiện hình nhân gỗ bên dưới thềm Đông Cung. Thái tử Lưu Cứ đích thân đến Cam Tuyền cung (甘泉宮) giải trình, nhưng không gặp được Hoàng đế do đám người Giang Sung ngăn cản. Sợ Giang Sung hại mẹ con mình, Thái tử bèn hỏi kế Thiếu phó Thạch Đức. Theo lời Thạch Đức, Thái tử vội vã chạy tới Vị Ương cung cầu cứu Vệ Hoàng hậu. Giúp con, Vệ Hoàng hậu dùng Tỷ thụ của mình để điều Ngự mã và Xạ sĩ trong cung của Hoàng hậu tới trợ gúp, lại phái Vệ quân từ Trường Lạc cung hỗ trợ. Ngày 9 tháng 7 năm đó, Thái tử Lưu Cứ tập hợp quân sĩ, bèn giả lệnh phụ hoàng bắt bè đảng Giang Sung giết chết, rồi mang quân chiếm cứ các vị trí trọng yếu trong kinh thành Trường An, đánh phá kho vũ khí ở Trường Lạc cung. Kinh thành hoảng loạn. Người cùng phe cánh của Giang Sung là Tô Văn chạy thoát, tới Cam Tuyền cung báo cho Vũ Đế rằng Thái tử dấy quân khởi loạn. Vũ Đế đang dưỡng bệnh, nghe tin bèn sai Tả Thừa tướng Lưu Khuất Li đem quân bắt Thái tử. Hai bên đánh nhau tại Trường An 5 ngày liền. Cuối cùng Thái tử Lưu Cứ bị thua, phải chạy trốn khỏi kinh thành Trường An. Thiếu phó Thạch Đức cũng bị giết.
Tháng 7 năm đó, ngày Canh Dần, Thái tử được Tư trực Điền Nhân trợ giúp thoát khỏi Trường An qua Phúc Áng môn. Cùng ngày hôm đó, Vũ Đế sai Tông chính Lưu Trường Lạc (劉長樂) cùng Chấp kim ngô Lưu Cảm Phụng (劉敢奉) đến Tiêu Phòng điện, tịch thu tỉ thụ của Hoàng hậu. Bà vừa thẹn vừa hận nên đã tự sát. Sau khi Vệ hậu tự sát, Thái tử Lưu Cứ bị phát hiện trốn trong nhà dân ở Văn Hương, bị Vũ Đế mang quân vây bắt, phải tự vẫn, hai vị hoàng tôn là con của Thái tử cũng bị giết. Hàng ngàn người khác bị liên lụy trong vụ án, đây được sử gọi là Loạn Vu cổ. Gia tộc họ Vệ một thời lừng lẫy bị diệt vong.
Thi hài Vệ Tử Phu được Hoàng môn Tô Văn cùng Diêu Định Hán lấy xe con đưa thi thể vào trạm xá, đặt vào quan tài nhỏ, đem táng tạm tại Đồng Bách đình (桐柏亭), bên vệ đường phía Đông cạnh đại lộ bên ngoài Phúc Áng Môn, thuộc phía Đông Nam của thành Trường An.

## Truy tặng
Một năm sau, Hán Vũ Đế điều tra ra những chuyện yểm bùa hầu hết là do Giang Sung bịa đặt, nên dù Giang Sung đã chết vẫn bắt giết cả nhà Giang Sung. Hán Vũ Đế rất ân hận cho cái chết của Thái tử Lưu Cứ, truy tặng Thái tử thụy hiệu Lệ Thái tử (戾太子), cho xây Tư Tử cung (思子宮) và Quy Lai Vọng Tư Đài (歸來望思台) để tưởng nhớ.
Lại thêm 18 năm sau nữa, cháu nội của Lệ Thái tử, cũng là cháu cố của Vệ hoàng hậu là Lưu Bệnh Dĩ được Hoắc Quang chỉ định làm người kế vị cho Hán Chiêu Đế. Lưu Bệnh Dĩ lên ngôi, đổi tên thành Lưu Tuân, sử gọi Hán Tuyên Đế.
Sau khi lên ngôi, Hán Tuyên Đế vì muốn đề cao xuất thân, quyết định truy tặng cho cha và ông nội, cũng khôi phục lại danh dự cho gia tộc họ Vệ và chính thức truy tặng cho Vệ hậu. Hoàng đế chiếu lệnh truy phong thụy hiệu cho Vệ hậu một chữ Tư (思), gọi là Vệ Tư hậu (衛思后) hay Hiếu Vũ Tư hoàng hậu (孝武思皇后). Nơi Đồng Bách đình chôn cất Vệ hậu được Tuyên Đế án theo mộ của Hoàng hậu mà xây lại, gọi là Tư hậu viên (思后園). Hán Tuyên Đế thiết trí phòng vệ ở viên tẩm, mỗi ngày dâng đồ ăn hiến tế, bốn mùa giao tế ở viên điện, đều án theo hiến tế Hoàng hậu mà làm. Cảm thấy còn chưa thỏa mãn, Hán Tuyên Đế lấy lý do Vệ Tư hậu sinh thời tinh thông âm luật, giỏi ca vũ, nên Hoàng đế lại thiết trí cho 1.000 người đàn ca trong viên tẩm của bà để tưởng niệm, do đó còn gọi là Thiên hương (千鄉).
Phần mộ ấy của Vệ Tư hậu đến thời nhà Đường vẫn còn. Sách Trường An chí (长安志) có đề cập đến "Hán Tư viên" ở phường hướng Tây Bắc phường Kim Thành. Phần mộ hiện tại đã không còn di chỉ, ở vị trí hiện nay là vùng phụ cận của Công viên Lao Động thuộc thành phố Tây An.

## Gia tộc
- Mẹ: Vệ Ẩu (衛媪).
- Phối ngẫu: Hán Vũ Đế Lưu Triệt.
- Anh chị em:

1. Vệ Trường Quân [衛長君], anh cả.
2. Vệ Quân Nhụ [衛君孺], thường gọi là Vệ Nhụ, chị cả, kết hôn với Công Tôn Hạ (公孫賀)[79].
3. Vệ Thiếu Nhi [衛少兒], chị thứ, tư thông với người họ Hoắc sinh ra Hoắc Khứ Bệnh, sau kết hôn với Trần Chưởng (陳掌), chắt trai khai quốc công thần Trần Bình.
4. Vệ Thanh [衛青], hay còn gọi là Trịnh Thanh, sau ông theo họ mẹ nên đổi lại là Vệ Thanh, em trai khác cha của Vệ Tử Phu, được phong là Trưởng Bình hầu (長平侯), là Đại tư mã Đại tướng Quân (大司馬大將軍).
5. Vệ Bộ [衛步], em trai khác cha.
6. Vệ Quảng [衛廣], em trai khác cha.

- Chị chồng, em dâu: Bình Dương công chúa, chị cả của Hán Vũ Đế, sau khi góa chồng thì tái hôn với Vệ Thanh.
- Hậu duệ:

1. Hoàng thái tử Lưu Cứ [劉據], bị buộc tự sát, truy phong Lệ thái tử (戾太子).
2. Vệ Trưởng công chúa [衛長公主], còn gọi là Đương Lợi công chúa (當利公主).
3. Chư Ấp công chúa [諸邑公主], bị buộc tự sát năm 91 TCN.
4. Thạch Ấp công chúa [石邑公主].

- Cháu họ:

1. Công Tôn Kính Thanh [公孫敬聲], mẹ là Vệ Quân Nhụ, bị xử tử năm 91 TCN.
2. Hoắc Khứ Bệnh [霍去病], mẹ là Vệ Thiếu nhi, cha Hoắc Trọng Nhụ (霍仲孺), tước Quán quân hầu (冠軍侯), sau truy phong Cảnh Hoàn hầu (景桓侯).
3. Vệ Kháng [衛伉], con trai Vệ Thanh, tước Trường Bình hầu (長平侯), bị xử tử năm 91 TCN.
4. Vệ Bất Nghi [衛不疑], con trai Vệ Thanh, tước Âm An hầu (陰安侯).
5. Vệ Đăng [衛登], con trai Vệ Thanh, tước Phát Can hầu (發乾侯).

- Cháu nội:

1. Lưu Tiến [劉進], truy phong Điệu hoàng khảo (悼皇考), con trai Lưu Cứ.

- Cháu cố:

1. Lưu Bệnh Dĩ [劉病已], con trai Lưu Tiến, sau đổi tên Lưu Tuân (劉詢), tức Hiếu Tuyên hoàng đế.

## Trong văn hóa đại chúng
| Năm  | Phim truyền hình                             | Diễn viên               |
| 2001 | 《Đại Hán thiên tử》                         | Vương Linh              |
| 2003 | 《Đại Hán thiên tử 2 Hán Vũ hùng phong》     | Ninh Tĩnh               |
| 2004 | 《Hán Vũ đại đế》                            | Lâm Tĩnh                |
| 2005 | 《Đại Hán thiên tử 3 Thiết huyết hàn thanh》 | Như Bình                |
| 2010 | 《Mỹ nhân tâm kế》                           | Trương Mông (khách mời) |
| 2014 | 《Đại Hán hiền hậu Vệ Tử Phu》               | Vương Lạc Đan           |
| 2014 | 《Phong trung kỳ duyên》                     | Trương Khả Di           |
| 2016 | 《Đại mạc phiếu kị— Hoắc Khứ Bệnh》          | Trần Tử Hàm             |